# 葉玉如
朱葉玉如，SBS，MH，JP（1955年7月30日—），學術著作常以葉玉如（英語：Nancy Y. Ip）之名出版，生于香港，香港神经生物学家，現任香港科技大学校長兼生命科學部講座教授，前香港科技大学副校長（研究及發展）、晨興生命科學教授及分子神經科學國家重點實驗室主任、前理学院院长。中国科学院院士，美国国家科学院外籍院士，美国文理科学院院士。現任港區全國人大代表。

## 生平
葉玉如於香港出生，早年就讀嘉諾撒聖瑪利學校（1967年小六）及嘉諾撒聖瑪利書院（1967年入讀，1974年中七畢業），於1977年毕业于美国西蒙斯学院，於1983年获得美国哈佛大学医学院博士学位。
1993年，回港受聘於香港科技大學，擔任教學與研究工作。1996年至2008年，香港科技大學生物技術研究所所長。1998年至2005年，擔任香港科技大學理學院副院長。1999年，創立分子神經科學中心，擔任主任至今。2000年至2009年，擔任香港科技大學生物化學系系主任。2005年，成為講座教授。2010年，成為分子神經科學國家重點實驗室主任。2011年，晉升為香港科技大學理學院院長，並任科大生命科學學部講座教授及分子神經科學國家重點實驗室主任。同年獲頒法國國家榮譽騎士勛章。2013年，獲嘉許為香港科技大學晨興生命科學教授。2016年榮升香港科技大學副校長（研究及發展）。2017年12月當選為第十三屆香港特別行政區全國人民代表大會代表。2022年12月再當選為第十四屆香港區全國人大代表。
2022年5月18日，葉玉如獲薦任香港科技大學校長，于2022年10月19日正式就任，成為科大第一位女性校長。
叶玉如一直研究腦退化症，希望能夠尋找其成因及治療方法，其團隊持續有成果，包括發現人體內一些蛋白質對神經細胞溝通起關鍵作用，為治療腦退化症進程邁進一步。

## 奖项和荣誉
- 1998年，獲裘槎基金會優秀學者獎。
- 2001年，獲選為中國科學院院士。
- 2003年，獲頒國家自然科學獎。於2011年再獲此殊榮。
- 2004年，獲頒歐萊雅聯合國教科文組織頒發「世界傑出女科學家成就獎」（欧莱雅-联合国教科文组织女科学家奖）[10]
- 同年獲選為發展中國家科學院院士。
- 2008年，獲香港特區政府頒授榮譽勳章。
- 2011年，獲法國頒發國家榮譽騎士勳章（法语：Ordre national du Mérite (France)）。[11]
- 2015年，成為港科院創院院士。
- 2017年，獲頒授銅紫荊星章。
- 2022年，獲頒授銀紫荊星章。

## 家庭
葉玉如與丈夫育有一子一女。她的姊姊是葉惠如。

## 外部連結
- Molecular Neuroscience Laboratory / Ip Lab （页面存档备份，存于）（英文） на сайте Гонконгского университета науки и технологии
- . The Hong Kong University of Science and Technology, Division of Life Science.   [2017-04-03]. （原始内容存档于2017-06-13） （英语）.
- Профиль Нэнси Ип с частичной библиографией （页面存档备份，存于）（英文） на ResearchGate
- 香港電台《我們的科學家》：〈邂逅於神經細胞之間 - 葉玉如〉，2017年10月22日

| 教育職務     | 教育職務                                 | 教育職務     |
| 學術機關職務 | 學術機關職務                             | 學術機關職務 |
| ------------ | ---------------------------------------- | ------------ |
| 香港科技大學 |                                          |              |
| 前任： 史維  | 香港科技大學校長 第五任 2022年10月19日－ | 現任         |